# David Burke
David Burke (Liverpool, 25 mei 1934) is een Engelse acteur, bekend van zijn rol als Watson in The Adventures of Sherlock Holmes, met Jeremy Brett in de titelrol. Daarnaast is hij in Nederland bekend van de Klene-reclames, waarin hij Johannes Coenradus Klene speelt.
Burke werd geboren in Liverpool, Engeland en ging naar de Royal Academy of Dramatic Art. In het theater speelde hij de rol van Niels Bohr in Michael Frayns Copenhagen. Naast zijn rol van Watson was hij te zien als Jozef Stalin in de Britse televisieserie Reilly, Meesterspion en de John Wyndham verfilming Random Quest.
David Burke is getrouwd met de actrice Anna Calder-Marshall. Hun zoon Tom Burke acteert ook.